# Doyen de Wolverhampton

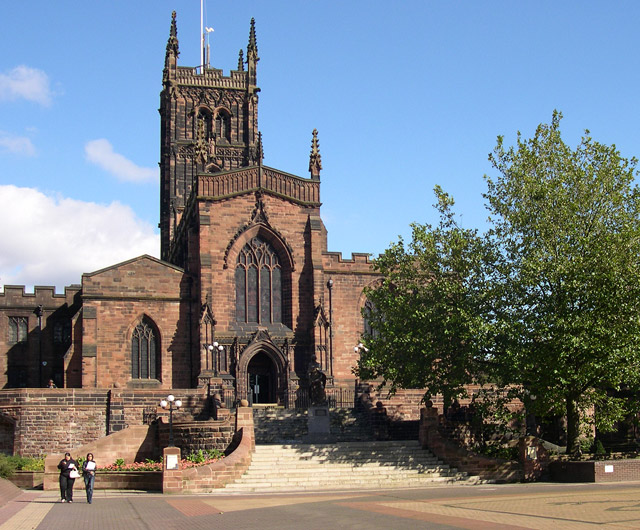
St Peter's, Wolverhampton

Le Doyen de Wolverhampton était le chef du chapitre des chanoines de l'église Saint-Pierre de Wolverhampton jusqu'à la dissolution du chapitre en 1846. L'église collégiale était, jusqu'à cette date, un royal peculiar (en) échappant aux structures diocésaines et provinciales de l'Église d'Angleterre. Aujourd'hui, l'église est une église de district au sein d'une paroisse dirigée par un recteur, bien qu'elle ait son propre vicaire. Elle fait aujourd'hui partie du diocèse de Lichfield.

## Liste des doyens
Le doyenné a probablement été établi au milieu du XIIe siècle, selon les principes adoptés à la cathédrale de Lichfield, car l'église était alors entre les mains de l'épiscopat. Les noms des doyens antérieurs à Pierre de Blois n'ont pas été conservés. Samson, l'aumônier de Guillaume le Conquérant, était le suzerain des chanoines, mais il n'y a aucune preuve qu'il ait dirigé le cehapitre et il n'a été ordonné prêtre que lorsqu'il est devenu évêque de Worcester. Les personnes suivantes ont été doyens de Wolverhampton avant que le poste ne soit assimilé au doyenné de Windsor, vers 1480.
| - avant 1190 : Pierre de Blois - 1203 : Nicolas - 1203-1205 : suspension du doyenné - 1205 : Henry Fitz Geoffrey - vers 1224 : Gilles d'Erdington - 1269 : Théodose de Camilla - 1295 : Philippe d'Everdon - 1303 : Jean d'Everdon - 1318 : Walter de Islip (en) - 1322 : Geoffroi de Rudham - 1326 : Robert de Silkstone - 1328 : Jean de Melbourne - 1328 : Jean de la Chambre - 1328 : Hugh Ellis | - 1339 : Philip Weston - 1368 : Jean de Newnham - 1369 : Amaury Shirland - 1373 : Richard Postell (en) - 1394 : Lawrence Allerthorpe - 1406 : Thomas Stanley - 1410 : Robert Wolveden (en) - 1426 : William Felter - 1437 : John Barningham (en) - 1457 : William Dudley - 1477 : Lionel Woodville - à partir de 1479 : Unification du doyenné avec celui de Windsor - 1646–1660 : Suspension du doyenné - 1846 : Abolition du doyenné (à la mort d'Henry Hobart) |